# Clarence Pinkston
Clarence Pinkston, conegut com a Bud Pinkston, (Wichita, Estats Units 1900 - Detroit 1961) fou un saltador i entrenador nord-americà, guanyador de quatre medalles olímpiques.

## Biografia
Va néixer el 2 de febrer de 1900 a la ciutat de Wichita, població situada a l'estat de Kansas. Es casà amb la també saltadora i medallista olímpica Elizabeth Becker. Va morir el 18 de novembre de 1961 a la seva residència de Detroit, població situada a l'estat de Michigan.

## Carrera esportiva
Va participar, als 20 anys, en els Jocs Olímpics d'Estiu de 1920 realitzats a Anvers (Bèlgica), on va aconseguir guanyar la medalla d'or en la plataforma de 3/10 metres i la medalla de plata en el trampolí de 3 metres.
En els Jocs Olímpics d'Estiu de 1924 realitzats a París (França) aconseguí guanyar la medalla de bronze en el trampolí de 3 metres i en la plataforma de 3/10 metres, a més de finalitzar novè en el trampolí de 5/10 metres.
En finalitzar els Jocs passà a ser entrenador de la seva pròpia esposa i de Richard Degener, Jeanne Stunyo i Barbara Sue Gilders.
El 1966 va ser inclòs a l'International Swimming Hall of Fame.